# Tuscumbia (Alabama)
Tuscumbia es una ciudad ubicada en el condado de Colbert en el estado estadounidense de Alabama. En el censo de 2000, su población era de 7856.

## Demografía
En el 2000 la renta per cápita promedia del hogar era de $ 27.793$ , y el ingreso promedio para una familia era de 39.831$. El ingreso per cápita para la localidad era de 18.302$. Los hombres tenían un ingreso per cápita de 32.159$ contra 18.860$ para las mujeres.

## Geografía
Tuscumbia está situado en 34°43′51″N 87°42′10″O / 34.73083, -87.70278 (34.730839, -87.702854)
Según la Oficina del Censo de los EE. UU., la ciudad tiene un área total de 7.31 millas cuadradas (18.92 km²).